# زرین‌سر چرخ‌ریسکی
زرین‌سر چرخ‌ریسکی (نام علمی: Auriparus flaviceps) نام یک گونه از خانواده چرخ‌ریسک تاب‌لانه است.